# Arnošt Steiner
Arnošt Steiner (12. ledna 1915 Třinec – 9. října 1982 Brno) byl český voják, plukovník a válečný hrdina, jenž se v rámci 1. československého armádního sboru pod velením Ludvíka Svobody zúčastnil všech bitev od Sokolova přes Kyjev, Bílou Cerkev, Žaškov a Duklu, aby společně se svými spolubojovníky dorazil v květnu 1945 do Prahy. Legendárním se stal zejména v bojích na Dukle při dobývání kóty 534 a Hyrowy hory, kdy si vydobyl přezdívku Železný Arnošt, protože nezraněn přežil i v situacích, kdy to podle spolubojovníků přežít nebylo možné. Byl vyznamenán sedmi Československými válečnými kříži 1939, dvěma medailemi Za chrabrost před nepřítelem, Sokolovskou pamětní medailí a řadou dalších vojenských vyznamenání. Po válce pracoval pro OBZ.

## Život

### Mládí a účast v odboji
Arnošt Steiner se narodil 12. ledna 1915 v Třinci v rodině židovského obchodníka s textilem. Od mládí se Arnošt závodně věnoval cyklistice, zápasu a boxu a byl rovněž členem Sokola. V roce 1938 absolvoval poddůstojnickou školu v Brně, byl povýšen na svobodníka, načež byl odeslán k jednotce na Náchodsku, kde absolvoval střety s příslušníky Freikorpsu. Po obsazení zbytku Československa v březnu 1939 se vrátil k rodině do Třince. V říjnu 1939 byl Arnošt Steiner pro svůj židovský původ spolu se svou rodinou a dalšími židovskými spoluobčany zatčen a poslán do sběrného tábora v Nisku. Z tábora se mu spolu s otcem podařilo utéct, načež se oba vydali se na východ v naději, že najdou útočiště v Sovětském svazu. Po útěku do SSSR však byl spolu s otcem obviněn ze špionáže a nakonec odsouzen a uvězněn za nedovolené překročení hranic. Nejprve pobýval v gulagu u Asina v Novosibirské oblasti, poté byl přemístěn do gulagu Itatka.
Po napadení SSSR vojsky Osy došlo k přehodnocení sovětského přístupu k bývalým občanům Československa a na území SSSR začaly být formovány československé vojenské jednotky. Díky tomu byl Arnošt Steiner začátkem února 1942 z internace propuštěn a 6. března 1942 vstoupil v Buzuluku do formujícího se 1. československého samostatného polního praporu. Jako desátník byl zařazen k rotě těžkých kulometů. Poprvé vyniknul jako rotný během bojů u Sokolova a již v hodnosti podporučíka s četou těžkých kulometů prokázal hrdinství během bitvy o Kyjev. V létě 1944 byl jmenován do funkce velitele kulometné roty ve 2. praporu 1. brigády. Největší hrdinství předvedl Arnošt Steiner během bojů o Dukelský průsmyk, kdy týden bojoval a se svými muži udržel klíčovou kótu 534 a vyznamenal se též při obsazení Hyrowy hory. V listopadu 1944 byl u téhož praporu jmenován do funkce zpravodajského důstojníka, dále do funkce náčelníka štábu a nakonec byl i velitelem 2. praporu jako nadporučík.

### Život po válce a odkaz

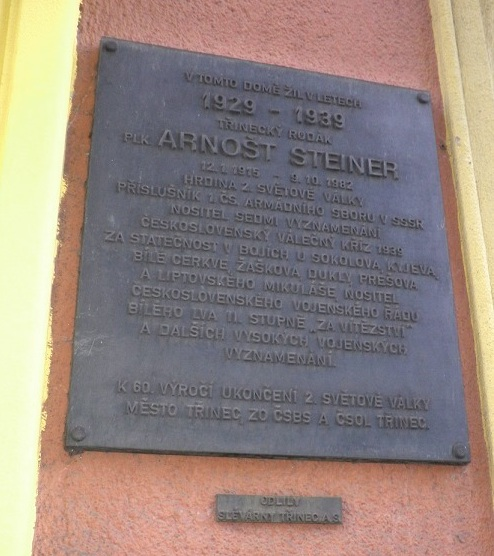
Pamětní deska v Třinci

Po skončení druhé světové války se Steiner rozhodl zůstat v armádě a zapojil se do práce při výstavbě nové Československé armády. Dočkal se povýšení na štábního kapitána. Jelikož po zkušenostech v gulagu nehodlal vstoupit do KSČ, začal se potýkat s nejrůznějšími profesními překážkami, takže nakonec v roce 1947 na vlastní žádost z armády raději odešel a zřejmě se tím vyhnul pozdějším perzekucím. Dva roky po svém odchodu z armády byl povýšen na majora v záloze a obdržel z rukou prezidenta republiky vysoké československé vyznamenání, a sice Hvězdu II. stupně Československého vojenského řádu Bílého lva „Za vítězství“. Na OBZ pracoval jako pobočník pplk. Bedřicha Reicina. V letech 1955 až 1956 pracoval v národním podniku Prefa v Brně jako elektroúdržbář a později jako mechanik v brněnském národním podniku Orthopedie. Zemřel jako širšímu okolí neznámý občan Brna, kde je pochován na tamním centrálním hřbitově v rodinné hrobce.
V Třinci má Arnošt Steiner na svém rodném domě od roku 2005 umístěnou pamětní desku a 20. září 2015 mu bylo uděleno in memoriam i čestné občanství města – v tomtéž roce při příležitosti Steinerových nedožitých stých narozenin vydalo město Třinec také knihu Petra Majera a Jaroslava Šimona s názvem Železný Arnošt – statečný voják z Třince.

## Vyznamenání
- Československý válečný kříž 1939, udělen 7krát[4]
- Československá medaile za zásluhy, I. stupeň
- Československá medaile Za chrabrost před nepřítelem
- Pamětní medaile československé armády v zahraničí, se štítkem SSSR
- Československý vojenský řád Bílého lva „Za vítězství“, hvězda I. stupně
- Sokolovská pamětní medaile, 1948 [5]
- Řád Rudého praporu, (SSSR)
- Medaile za vítězství nad Německem ve Velké vlastenecké válce 1941–1945, (SSSR)[6]
- Řád rudé hvězdy
- Dukelská pamětní medaile, 1959
- Pamětní medaile k 20. výročí osvobození ČSSR, 1965
- Kříž obrany státu ministra obrany České republiky in memoriam, 2025[7]